# Alexander Balloch Grosart
Alexander Balloch Grosart (Stirling, 18 de junho de 1827 –  Dublin, 16 de março de 1899) foi um clérigo e editor literário escocês. Ele é lembrado principalmente por republicar muita literatura rara elisabetana, uma obra que ele empreendeu por causa de seu interesse na teologia puritana.

## Vida
Filho de um empreiteiro, ele nasceu em Stirling e foi educado na Universidade de Edimburgo. Em 1856, tornou-se ministro da Igreja Presbiteriana Unida da Escócia em Kinross, servindo a congregação conhecida como Primeira Igreja Presbiteriana Unida. Em 1865 ele foi para Liverpool e três anos depois para Blackburn.
Ele renunciou ao ministério em 1892 e morreu em Dublin.

## Trabalho editorial
Entre os primeiros escritores cujas obras ele editou estavam os escritores puritanos, Richard Sibbes, Thomas Brooks e Herbert Palmer. Seguiram-se edições de Poems (1865), de Michael Bruce e Demonologia sacra (1867) de Richard Gilpin. Em 1868, ele publicou uma bibliografia dos escritos de Richard Baxter e, daquele ano até 1876, ele se ocupou em reproduzir para assinantes particulares a "Fuller Worthies Library", uma série de trinta e nove volumes que incluíam as obras de Thomas Fuller, Sir John Davies, Fulke Greville, Edward de Vere, Henry Vaughan, Andrew Marvell, George Herbert, Richard Crashaw, John Donne e Sir Philip Sidney. Os últimos quatro volumes da série foram dedicados aos trabalhos de muitos autores pouco conhecidos e inacessíveis. Ele também escreveu uma biografia do poeta escocês Robert Fergusson (Edimburgo: Oliphant, Anderson and Ferrier, 1898) na "Famous Scots Series".
Suas Occasional Issues of Unique and Very Rare Books (1875-1881) incluíram, entre outras coisas, a Annalia Dubrensia de Robert Dover. Em 1876 ainda outra série, conhecida como "Chertsey Worthies Library", foi iniciada. Incluiu edições das obras de Nicholas Breton, Francis Quarles, Dr. Joseph Beaumont, Abraham Cowley, Henry More e John Davies de Hereford.
As duas últimas séries nomeadas estavam sendo produzidas simultaneamente até 1881 e, assim que foram concluídas, Grosart começou a "Huth Library", assim chamada pelo bibliófilo Henry Huth, que possuía os originais de muitas das republicações. Incluía as obras de Robert Greene, Thomas Nashe, Gabriel Harvey e os textos em prosa de Thomas Dekker. Ele também editou as obras completas de Edmund Spenser e Samuel Daniel. Da coleção de Townley Hall, ele republicou vários manuscritos e editou as obras de Sir John Eliot, os Lismore Papers de Sir Richard Boyle e várias publicações para a Chetham Society, a Camden Society e o Roxburghe Club.

### Trabalhos religiosos
- Jesus 'mighty to save': Isaiah lxiii.1 or, Christ for all the world, and all the world for Christ (1863)
- Joining the Church, Or, Materials for Conversations Between a Minister and Intending Communicant (1865)
- The Lambs All Safe: Or, the Salvation of Children (1865)